# Triquetrella californica
Triquetrella californica là một loài Rêu trong họ Pottiaceae. Loài này được (Lesq.) Grout miêu tả khoa học đầu tiên năm 1934.